# 崇仁县
崇仁县是中国江西省抚州市所辖的一个县。基本上为江右民系，通用抚州赣语、2020年，崇仁县常住人口为30.21万人，县人民政府驻巴山鎮。

## 历史
隋朝置县。

## 行政区划
崇仁县下辖7个镇、8个乡：
巴山镇、相山镇、航埠镇、孙坊镇、河上镇、礼陂镇、马鞍镇、石庄乡、六家桥乡、白鹭乡、三山乡、白陂乡、桃源乡、许坊乡和郭圩乡。

## 人口
2020年，全县常住人口总数为302181人（不包括中国人民解放军现役军人和居住在市内的港澳台居民以及外籍人员）， 与2010年第六次全国人口普查的347840人相比，十年共减少45659人，减少13.13%。

## 地理
崇仁县位于江西省中部偏东，抚州西部，东北接临川，东南毗宜黄，西南邻乐安，西北连丰城。县境南北长57公里，东西宽42公里，总面积1520平方公里。地势南高北低、西高东低，由西南东北徐徐倾斜，逐渐下降，形成一个三面环山，朝东北开口的不完整的丘陵性盆地。全县现有耕地面积29万亩。尚可开发利用的荒山、荒坡69万亩。
境内有大小河流140余条，总流长达910公里。
全县属亚热带湿润季风气候区，气候宜人，四季分明，日照充足，雨量充沛，自然条件十分优越。年平均气温17.6℃，日照时数1776小时，无霜期年平均为266天，年平均降雨量1773.6毫米。

## 交通
崇仁距省会南昌市铁路125公里，公路140公里；距昌北机场128公里，抚江铁路穿境而过， 236国道、省地干线公路临八线、抚宁线、崇宜线、崇乐线、崇丰线纵横穿越县境。

## 自然资源
全县现有林地面积144万亩，活立木蓄积量153万亩，活毛竹蓄积量3968万根，森林覆盖率64%以上。
矿藏资源品种繁多，现已采掘或探明有开采价值的有铀、钨、锡、铜、铁、煤、瓷土、石英砂、石灰石等多种矿产。 

## 风景名胜
- 罗山
- 相山,海拔1219米,为县内第一高峰
  - 老虎港
- 岩乡“珠溪八景”“灵岩洞”
- 虎毛山水库
- 名寺
  - 华山寺
  - 龙济寺
  - 观音岩寺
- 古村
  - 相山镇苔洲村
  - 相山镇浯樟村
  - 相山镇东山村
  - 许坊乡谙源村
  - 白路乡华家村
  - 河上镇段家谢村
- 古迹
  - 相山石塔（原名普庵定光古塔）
  - 乐史墓
  - 石径幢
  - 黄洲桥
- 汤溪温泉

### 历史文化街区
- 中大西路历史文化街区

## 特产
崇仁县盛产果蔗、棉花、花生和西瓜，年产果蔗15.5万吨，是全省最大的果蔗基地。
崇仁麻鸡：中国地理标志产品。以产蛋量高、耐粗饲料、觅食力和适应性强等优点驰名遐迩，属全国十大地方名鸡之一，已列入国际160多个国家的信息网络中心，年饲养量达3600万羽，属全省之最。1997年，崇仁县被国家农业部命名为“中国麻鸡之乡”。 

## 工业
机电、减震器、特色食品是工业的三大龙头产品。

## 经济
2021年，崇仁县生产总值达到152.3亿元，增长8%；一般公共预算收入达到8.6亿元，增长0.9%；固定资产投资增长10.9%；社会消费品零售总额达到36.2亿元，增长17.5%；实际利用外资3519万美元；城镇居民人均可支配收入达到36087元，增长8.4%；农村居民人均可支配收入达到22661元，增长9.7%。